# Concacaf Champions League 2012/2013
Concacaf Champions League 2012/2013 var den 5:e upplagan av Concacaf Champions League under sitt nya format, totalt 48:e upplagan av den största fotbollstävlingen för klubblag som Concacaf anordnar. Turneringen vanns av Monterrey från Mexiko, som tog sin tredje raka titel. Monterrey besegrade Santos Laguna, också från Mexiko, i finalmötet.

## Gruppspel

### Grupp 1
| Nr | Lag           | S | V | O | F | GM | IM | MS  | P  |
| -- | ------------- | - | - | - | - | -- | -- | --- | -- |
| 1  | Santos Laguna | 4 | 4 | 0 | 0 | 13 | 1  | +12 | 12 |
| 2  | Toronto       | 4 | 2 | 0 | 2 | 9  | 5  | +4  | 6  |
| 3  | Águila        | 4 | 0 | 0 | 4 | 1  | 17 | −16 | 0  |

| Hemma \ Borta | El Salvador | Kanada | Mexiko |
| Águila        | —           | 0–4    | 0–3    |
| Toronto       | 5–0         | —      | 1–0    |
| Santos Laguna | 5–1         | 1–3    | —      |

### Grupp 2
| Nr | Lag            | S | V | O | F | GM | IM | MS | P  |
| -- | -------------- | - | - | - | - | -- | -- | -- | -- |
| 1  | Herediano      | 4 | 3 | 1 | 0 | 4  | 1  | +3 | 10 |
| 2  | Real Salt Lake | 4 | 2 | 1 | 1 | 3  | 1  | +2 | 7  |
| 3  | Tauro          | 4 | 0 | 0 | 4 | 1  | 6  | −5 | 0  |

| Hemma \ Borta  | Costa Rica | USA | Panama |
| Herediano      | —          | 1–0 | 2–1    |
| Real Salt Lake | 0–0        | —   | 2–0    |
| Tauro          | 0–1        | 0–1 | —      |

### Grupp 3
| Nr | Lag            | S | V | O | F | GM | IM | MS | P |
| -- | -------------- | - | - | - | - | -- | -- | -- | - |
| 1  | Houston Dynamo | 4 | 2 | 2 | 0 | 9  | 3  | +6 | 8 |
| 2  | Olimpia        | 4 | 1 | 2 | 1 | 6  | 4  | +2 | 5 |
| 3  | Fas            | 4 | 1 | 0 | 3 | 3  | 11 | −8 | 3 |

| Hemma \ Borta  | El Salvador | USA | Honduras |
| Fas            | —           | 1–3 | 2–1      |
| Houston Dynamo | 4–0         | —   | 1–1      |
| Olimpia        | 3–0         | 1–1 | —        |

### Grupp 4
| Nr | Lag              | S | V | O | F | GM | IM | MS | P  |
| -- | ---------------- | - | - | - | - | -- | -- | -- | -- |
| 1  | Seattle Sounders | 4 | 4 | 0 | 0 | 12 | 5  | +7 | 12 |
| 2  | Marathón         | 4 | 1 | 1 | 2 | 5  | 7  | −2 | 4  |
| 3  | Caledonia AIA    | 4 | 0 | 1 | 3 | 3  | 8  | −5 | 1  |

| Hemma \ Borta    | Trinidad och Tobago | Honduras | USA |
| Caledonia AIA    | —                   | 0–0      | 1–3 |
| Marathón         | 2–1                 | —        | 2–3 |
| Seattle Sounders | 3–1                 | 3–1      | —   |

### Grupp 5
| Nr | Lag                   | S | V | O | F | GM | IM | MS | P  |
| -- | --------------------- | - | - | - | - | -- | -- | -- | -- |
| 1  | Los Angeles Galaxy    | 4 | 3 | 1 | 0 | 12 | 4  | +8 | 10 |
| 2  | Puerto Rico Islanders | 4 | 1 | 1 | 2 | 4  | 7  | −3 | 4  |
| 3  | Isidro Metapán        | 4 | 1 | 0 | 3 | 7  | 12 | −5 | 3  |

| Hemma \ Borta         | El Salvador | USA | Puerto Rico |
| Isidro Metapán        | —           | 2–3 | 3–1         |
| Los Angeles Galaxy    | 5–2         | —   | 4–0         |
| Puerto Rico Islanders | 3–0         | 0–0 | —           |

### Grupp 6
| Nr | Lag         | S | V | O | F | GM | IM | MS | P |
| -- | ----------- | - | - | - | - | -- | -- | -- | - |
| 1  | UANL        | 4 | 2 | 2 | 0 | 12 | 3  | +9 | 8 |
| 2  | Alajuelense | 4 | 2 | 1 | 1 | 4  | 7  | −3 | 7 |
| 3  | Real Estelí | 4 | 0 | 1 | 3 | 1  | 7  | −6 | 1 |

| Hemma \ Borta | Costa Rica | Nicaragua | Mexiko |
| Alajuelense   | —          | 1–0       | 2–2    |
| Real Estelí   | 0–1        | —         | 1–1    |
| UANL          | 5–0        | 4–0       | —      |

### Grupp 7
| Nr | Lag       | S | V | O | F | GM | IM | MS  | P  |
| -- | --------- | - | - | - | - | -- | -- | --- | -- |
| 1  | Monterrey | 4 | 4 | 0 | 0 | 15 | 0  | +15 | 12 |
| 2  | Municipal | 4 | 2 | 0 | 2 | 4  | 6  | −2  | 6  |
| 3  | Chorrillo | 4 | 0 | 0 | 4 | 2  | 15 | −13 | 0  |

| Hemma \ Borta | Panama | Mexiko | Guatemala |
| Chorrillo     | —      | 0–6    | 1–2       |
| Monterrey     | 5–0    | —      | 3–0       |
| Municipal     | 2–1    | 0–1    | —         |

### Grupp 8
| Nr | Lag          | S | V | O | F | GM | IM | MS | P |
| -- | ------------ | - | - | - | - | -- | -- | -- | - |
| 1  | Xelajú       | 4 | 2 | 1 | 1 | 7  | 6  | +1 | 7 |
| 2  | Guadalajara  | 4 | 2 | 1 | 1 | 7  | 3  | +4 | 7 |
| 3  | W Connection | 4 | 0 | 2 | 2 | 5  | 10 | −5 | 2 |

| Hemma \ Borta | Mexiko | Trinidad och Tobago | Guatemala |
| Guadalajara   | —      | 4–0                 | 2–1       |
| W Connection  | 1–1    | —                   | 2–2       |
| Xelajú        | 1–0    | 3–2                 | —         |

Inbördes möte
| Nr | Lag         | S | V | O | F | GM | IM | MS | P |
| -- | ----------- | - | - | - | - | -- | -- | -- | - |
| 1  | Xelajú      | 2 | 1 | 0 | 1 | 2  | 2  | 0  | 3 |
| 2  | Guadalajara | 2 | 1 | 0 | 1 | 2  | 2  | 0  | 3 |

Xelajú rankas före Guadalajara enligt regeln om bortamål i inbördes möte.

## Slutspel

### Seeding
| Nr | Lag (grupp)            | S | V | O | F | GM | IM | MS  | P  |
| -- | ---------------------- | - | - | - | - | -- | -- | --- | -- |
| 1  | Monterrey (7)          | 4 | 4 | 0 | 0 | 15 | 0  | +15 | 12 |
| 2  | Santos Laguna (1)      | 4 | 4 | 0 | 0 | 13 | 1  | +12 | 12 |
| 3  | Seattle Sounders (4)   | 4 | 4 | 0 | 0 | 12 | 5  | +7  | 12 |
| 4  | Los Angeles Galaxy (5) | 4 | 3 | 1 | 0 | 12 | 4  | +8  | 10 |
| 5  | Herediano (2)          | 4 | 3 | 1 | 0 | 4  | 1  | +3  | 10 |
| 6  | UANL (6)               | 4 | 2 | 2 | 0 | 12 | 3  | +9  | 8  |
| 7  | Houston Dynamo (3)     | 4 | 2 | 2 | 0 | 9  | 3  | +6  | 8  |
| 8  | Xelajú (8)             | 4 | 2 | 1 | 1 | 7  | 6  | +1  | 7  |

### Slutspelsträd
|  | Kvartsfinaler        | Kvartsfinaler   | Kvartsfinaler | Kvartsfinaler |                      |   | Semifinaler | Semifinaler | Semifinaler | Semifinaler |  |  | Final | Final | Final | Final |
|  |                      |                 |               |               |                      |   |             |             |             |             |  |  |       |       |       |       |
|  |                      |                 |               |               |                      |   |             |             |             |             |  |  |       |       |       |       |
|  |                      |                 |               |               |                      |   |             |             |             |             |  |  |       |       |       |       |
|  | 6 UANL               | 1               | 1             | 2             |                      |   |             |             |             |             |  |  |       |       |       |       |
|  | 6 UANL               | 1               | 1             | 2             |                      |   |             |             |             |             |  |  |       |       |       |       |
|  | 3 Seattle Sounders   | 0               | 3             | 3             |                      |   |             |             |             |             |  |  |       |       |       |       |
|  | 3 Seattle Sounders   | 0               | 3             | 3             | 3 Seattle Sounders   | 0 | 1           | 1           |             |             |  |  |       |       |       |       |
|  |                      |                 |               |               | 3 Seattle Sounders   | 0 | 1           | 1           |             |             |  |  |       |       |       |       |
|  |                      | 2 Santos Laguna | 1             | 1             | 2                    |   |             |             |             |             |  |  |       |       |       |       |
|  | 7 Houston Dynamo     | 2 Santos Laguna | 1             | 1             | 2                    | 1 | 0           | 1           |             |             |  |  |       |       |       |       |
|  | 7 Houston Dynamo     |                 |               |               |                      | 1 | 0           | 1           |             |             |  |  |       |       |       |       |
|  | 2 Santos Laguna      | 0               | 3             | 3             |                      |   |             |             |             |             |  |  |       |       |       |       |
|  | 2 Santos Laguna      | 0               | 3             | 3             | 2 Santos Laguna      | 0 | 2           | 2           |             |             |  |  |       |       |       |       |
|  |                      |                 |               |               | 2 Santos Laguna      | 0 | 2           | 2           |             |             |  |  |       |       |       |       |
|  |                      | 1 Monterrey     | 0             | 4             | 4                    |   |             |             |             |             |  |  |       |       |       |       |
|  | 5 Herediano          | 1 Monterrey     | 0             | 4             | 4                    | 0 | 1           | 1           |             |             |  |  |       |       |       |       |
|  | 5 Herediano          |                 |               |               |                      | 0 | 1           | 1           |             |             |  |  |       |       |       |       |
|  | 4 Los Angeles Galaxy | 0               | 4             | 4             |                      |   |             |             |             |             |  |  |       |       |       |       |
|  | 4 Los Angeles Galaxy | 0               | 4             | 4             | 4 Los Angeles Galaxy | 1 | 0           | 1           |             |             |  |  |       |       |       |       |
|  |                      |                 |               |               | 4 Los Angeles Galaxy | 1 | 0           | 1           |             |             |  |  |       |       |       |       |
|  |                      | 1 Monterrey     | 2             | 1             | 3                    |   |             |             |             |             |  |  |       |       |       |       |
|  | 8 Xelajú             | 1 Monterrey     | 2             | 1             | 3                    | 1 | 1           | 2           |             |             |  |  |       |       |       |       |
|  | 8 Xelajú             |                 |               |               |                      | 1 | 1           | 2           |             |             |  |  |       |       |       |       |
|  | 1 Monterrey          | 3               | 1             | 4             |                      |   |             |             |             |             |  |  |       |       |       |       |
|  | 1 Monterrey          | 3               | 1             | 4             |                      |   |             |             |             |             |  |  |       |       |       |       |

### Kvartsfinaler
| Kvartsfinaler – 8 deltagande klubblag | Kvartsfinaler – 8 deltagande klubblag | Kvartsfinaler – 8 deltagande klubblag | Kvartsfinaler – 8 deltagande klubblag | Kvartsfinaler – 8 deltagande klubblag |
| ------------------------------------- | ------------------------------------- | ------------------------------------- | ------------------------------------- | ------------------------------------- |
| Lag 1                                 | Totalt                                | Lag 2                                 | Möte 1                                | Möte 2                                |
| Xelajú                                | 2–4                                   | Monterrey                             | 1–3                                   | 1–1                                   |
| Houston Dynamo                        | 1–3                                   | Santos Laguna                         | 1–0                                   | 0–3                                   |
| UANL                                  | 2–3                                   | Seattle Sounders                      | 1–0                                   | 1–3                                   |
| Herediano                             | 1–4                                   | Los Angeles Galaxy                    | 0–0                                   | 1–4                                   |

### Semifinaler
| Semifinaler – 4 deltagande klubblag | Semifinaler – 4 deltagande klubblag | Semifinaler – 4 deltagande klubblag | Semifinaler – 4 deltagande klubblag | Semifinaler – 4 deltagande klubblag |
| ----------------------------------- | ----------------------------------- | ----------------------------------- | ----------------------------------- | ----------------------------------- |
| Lag 1                               | Totalt                              | Lag 2                               | Möte 1                              | Möte 2                              |
| Los Angeles Galaxy                  | 1–3                                 | Monterrey                           | 1–2                                 | 0–1                                 |
| Seattle Sounders                    | 1–2                                 | Santos Laguna                       | 0–1                                 | 1–1                                 |

### Final
| Final – 2 deltagande klubblag | Final – 2 deltagande klubblag | Final – 2 deltagande klubblag | Final – 2 deltagande klubblag | Final – 2 deltagande klubblag |
| ----------------------------- | ----------------------------- | ----------------------------- | ----------------------------- | ----------------------------- |
| Lag 1                         | Totalt                        | Lag 2                         | Möte 1                        | Möte 2                        |
| Santos Laguna                 | 2–4                           | Monterrey                     | 0–0                           | 2–4                           |